# 小維馬鄉
47°24′N 23°43′E / 47.400°N 23.717°E
小維馬鄉（羅馬尼亞語：Comuna Vima Mică, Maramureș），是羅馬尼亞的鄉份，位於該國西北部，由馬拉穆列什縣負責管轄，面積77平方公里，海拔高度321米，2007年人口1,499，人口密度每平方公里20人。